# Eva Celada
Eva Celada Rodríguez (Palencia, 1958) es una periodista, escritora y gastrónoma española.

## Biografía
Su primer libro fue un diario, que lo comenzó a los diecisiete años, pero mucho antes ya escribía poesía, historias. Explicó cómo todo empezó en la cama, ya que en su infancia la realizaron catorce operaciones, y durante semanas y meses no podía moverse de la cama de un hospital. Allí nació la escritora, aunque en ese momento aún no lo sabía.
Empezó a estudiar la carrera de Derecho y muy pronto la dejó para dedicarse al periodismo.

### Trayectoria
Comenzó su carrera periodística en los años ochenta colaborando en la agencia de prensa News Press, y después pasó a ser subeditora de ésta. También trabajó como redactora jefa de la revista Dona, directora de la agencia Hydra, y directora de la revista gastronómica digital Con Mucha Gula.
Durante la década de los noventa colaboró en diferentes medios nacionales e internacionales como El Semanal, El Magazine de El Mund, Hola, Lecturas, El Figaro, Gala (Francia, Alemania, España), Oggi, Telva realizando reportajes periodísticos, así como entrevistas de carácter social a personalidades relevantes: madre Teresa de Calcuta, Dalai Lama, princesa Irene de Grecia, Antonio Banderas, Cindy Crawford, Rigoberta Menchú, Vicente Ferrer, Arancha Sánchez Vicario, Judit Mascó, Duquesa de Alba, entre otras.
Como escritora, destacó su especialización en gastronomía. Ha escrito varios libros, siendo una de sus últimas obras En la mesa con Leonardo da Vinci, publicada 2019. La autora buscó en las 17 000 páginas de los escritos del propio Leonardo y en recetarios del Renacimiento. Ha contado cómo en su casa siempre les ha gustado la figura del que es considerado el mayor genio que el mundo ha conocido, y esta obra de gastronomía la realizó en homenaje a este gran personaje polímata florentino.
Ha realizado talleres literarios gastronómicos del Curso Experto de la Universidad Complutense de Madrid, así como conferencias, mesas redondas y participación, como jurado en premios y certámenes enogastronómicos.

## Obras
Algunas de sus obras:
- Sabores, recetas de toda una vida (2001) Editorial M. Roca.
- Placeres con clase (2001) Sopexa.
- La cocina gitana de Matilde Amaya (2003) Editorial Belacqua.[8]
- La cocina de la Casa de Alba (2003) Editorial Belacqua. (Dos ediciones).[9]
- La Cocina de la Casa Real Española (2004) Editorial Belacqua.
- No haga zapping, haga la cena (2005) Editorial Belacqua.
- Los secretos de la cocina del Vaticano (2006) Editorial Planeta.[10]
- La Cocina del Táper, 200 recetas fáciles y deliciosas para tomar en cualquier parte (2007) Alianza Editorial.
- Los Secretos de la Cocina con Cerveza (2008) Editorial Belacqua.
- Comer Bien en Palencia (2008) Editorial Cálamo.
- La cocina actual de la Casa de Alba (2010) Editorial Grijalbo Ilustrados.[11]
- Mejor comer bien que hacer dieta (2010) Editorial Grijalbo Ilustrados.
- Entre Brasas (2018) Planeta Gastro.
- En la mesa con Leonardo da Vinci (2019) Planeta Gastro.[5]
- Entre brasas veggie (Del huerto a la barbacoa), editado junto con Juan Manuel Benayas y Alicia Hernández (2021).[12]

## Radio y televisión
Con la siguiente relación:
- «La Olla» (Caliente y Frío) Radio Intercontinental – Tertulia.
- «De Carne y Hueso» (1997) TVE – Guiones.
- «El Mundo es un Pañuelo» (1999) Vecinos producciones – Guiones.
- «Mejor a las cuatro» (2002) – Magazine.
- «Lo que hay que oír» (2002) Onda Norte – Dirección y presentación.
- «Al Sur de la Semana» (2004-2006) COPE – Sección de Gastronomía los domingos.
- «Con Mucho Gusto» (2005) Popular TV – Dirección y presentación.
- «Queremos Hablar» (2008) Punto Radio – Sección de Gastronomía en la tarde de los jueves.
- «Hola especial cocina»: artículos y reportajes.
- Revista Ballesol: secciones «Gastronomía», Viajes accesibles y «Bazar».
- Cadena Ser «Hoy por Hoy Madrid»: sección Gastronomía.
- Radio 5: Gastrobocados, microespacios diarios.
- Radio Exterior de España Paisajes y Sabores: Noticias gastronómicas semanales.
- Canal Cocina programa «Y además cocinan»: presentadora y directora.

## Premios y reconocimientos
- 2002: Premio Gourmand al Mejor Libro de Cocina Sencilla. Por «La Cocina gitana de Matilde Amaya».[3]
- 2004: Mención especial de la Academia Española de Gastronomía. Por «La cocina de la Casa Real Española».[3]
- 2004: Premio Gourmand al Mejor Libro de Gastronomía Histórica. Por «La cocina de la Casa Real Española».[3]
- Mención Especial con Placa Honorífica por «La cocina de la Casa Real Española» del Grupo Jale.[3]
- 2006: Premio Especial del Jurado Gourmand. Por «No Haga Zapping, Haga la Cena».[3]
- 2007: Premio Gourmand al mejor libro de cocina extranjera en castellano. Por «Los Secretos de la Cocina del Vaticano».[3]
- 2008: Premio Gourmand al mejor libro de cerveza en castellano. Por «Los Secretos de la Cocina con Cerveza».[3]